# Lophuromys rahmi
Lophuromys rahmi és un rosegador del gènere Lophuromys que viu a les selves pluvials de muntanya a l'est de la República Democràtica del Congo (zona Kivu) i Ruanda a més de 1.800 metres d'altitud. Aquesta espècie pertany al subgènere Lophuromys.
L. rahmi és un Lophuromys de mida petita amb la cua curta i les potes i orelles curtíssimes. La part superior del cos és marró vermell fosc i la part inferior vermell clar. El pelatge és bastant dur. La llargada corporal és d'entre 95 i 116 mm, la llargada de la cua d'entre 48 i 56 mm, la llargada de les potes posteriors d'entre 13 i 18 mm, la llargada de les orelles d'entre 10 i 15 mm i el pes d'entre 30 i 45 grams.
Aquesta espècie menja sobretot larves d'insectes, però també llavors i arrels. La majoria dels exemplars descoberts són mascles, tot i que també foren trobades cinc femelles embarassades, cadascuna amb dos embrions.